# Le Bras (rivière Etchemin)
Pour les articles homonymes, voir Bras et Le Bras.
Le Bras est un affluent de la rive sud-ouest de la rivière Etchemin laquelle coule vers le nord pour se déverser sur la rive sud du fleuve Saint-Laurent.
"Le Bras" coule vers l'ouest, puis le nord-est, dans la région administrative de Chaudière-Appalaches, au Québec, au Canada, en traversant les municipalités régionales de comté de :
- MRC de La Nouvelle-Beauce : municipalités de Sainte-Marguerite, Sainte-Hénédine, Scott et Saint-Isidore ;
- MRC de Bellechasse : municipalités de Saint-Lambert-de-Lauzon et Saint-Henri.

## Géographie
Les principaux bassins versants voisins du cours d'eau "Le Bras" sont :
- côté nord : rivière Etchemin ;
- côté est : rivière Etchemin ;
- côté sud : rivière Chaudière, rivière Chassé, rivière Desbarats ;
- côté ouest : rivière Chaudière.

Le cours d'eau "Le Bras" prend sa source d'un ensemble de ruisseaux drainant les zones agricoles à l'ouest de la rivière Etchemin. Cette source est située à 3,5 km au nord-est du centre du village de Sainte-Marguerite et à 5,0 km au sud-est du village de Sainte-Hénédine.
À partir de sa source, la rivière "Le Bras" coule sur 50,7 km, répartis selon les segments suivants :
Partie supérieure de la rivière (segment de 22,8 km)
- 3,8 km vers le nord-ouest dans la municipalité de Sainte-Marguerite, jusqu'à la limite municipale de Sainte-Hénédine ;
- 0,9 km vers le nord-ouest dans Sainte-Hénédine, jusqu'à la route 275 ;
- 3,2 vers le nord-ouest, jusqu'à la route Sainte-Thérèse, que la rivière traverse à 0,8 km à l'ouest du village de Sainte-Hénédine ;
- 5,7 km vers l'ouest, jusqu'à la limite municipale de Scott ;
- 4,1 km vers l'ouest dans la municipalité de Scott, jusqu'à la limite municipale de Saint-Isidore ;
- 0,7 km vers le nord-ouest, jusqu'à la route 173 ;
- 4,4 km vers le nord-ouest, jusqu'à la route du Vieux Moulin qu'elle traverse à 6,6 km à l'ouest du centre du village de Saint-Isidore ;

Partie inférieure de la rivière (segment de 27,9 km)
À partir de la route du Vieux Moulin, la rivière "Le Bras" coule sur :
- 5,8 km vers le nord-ouest, jusqu'à la rue de la Grande Ligne ;
- 3,8 km vers le nord, en serpentant jusqu'à la limite municipale entre Saint-Isidore et Saint-Lambert-de-Lauzon ;
- 5,5 km vers le nord-est, en traversant la voie ferrée du Canadien National et en serpentant jusqu'à la limite municipale entre Saint-Lambert-de-Lauzon et Saint-Henri ;
- 7,8 km vers le nord-est, en serpentant jusqu'à la route 275 ;
- 5,0 km vers le nord en traversant une route et en serpentant jusqu'à sa confluence.

La rivière "Le Bras" se jette sur la rive sud-ouest de la rivière Etchemin. Cette confluence est située à 2,4 km en amont du pont du Canadien National et à 5,0 km en aval du pont de Saint-Henri.

## Toponymie
Le toponyme "Le Bras" a été officialisé le 5 décembre 1968 à la Commission de toponymie du Québec.